# Natalia Mekline
Natalia Fiodorovna Kravtsova née Mekline (russe : Наталья Фёдоровна Меклин, ukrainien : Наталія Федорiвна Меклін), née à Loubny le 8 septembre 1922 et morte à Moscou le 5 juin 2005, est une aviatrice de guerre, pilote de bombardier soviétique dans le 588e NBAP, un des trois seuls régiments d'aviation entièrement féminin pendant la Seconde Guerre mondiale. Elles sont surnommées « les sorcières de la nuit » par leurs adversaires allemands.

## Enfance
Mekline est née le 8 septembre 1922 à Loubny alors dans la République Socialiste Soviétique d'Ukraine. Elle passe son enfance et son adolescence à Smila, Kharkiv et Kiev. Elle est diplômée de l'école secondaire à Kiev, en 1940. Elle entre au Parti communiste de l'Union soviétique en 1943.

## Carrière militaire
En 1940, elle rejoint l'école de planeur au Palais des Jeunes Pionniers de Kiev et est diplômée de l'Institut d'aviation de Moscou l'année suivante. En octobre, elle demande à rejoindre le 588e NBAP fondé par Marina Raskova. Le régiment est devenu plus tard le 46e Régiment d'aviation de bombardement de la garde de nuit de Taman. En 1942, après avoir obtenu son diplôme d'aviation à l'école d'aviation d'Engels, elle est envoyée sur le front. À l'âge de 19 ans, elle est déployée en tant que commandante d'escadron, réalisant des missions de bombardement sur le Front du Sud, le Front du Nord-Caucase, le Quatrième front ukrainien et le Deuxième front biélorusse dans un bombardier léger, un Polikarpov Po-2.
À la fin de la guerre, elle a effectué 982 missions de nuit et lâché environ 147 tonnes de bombes sur le territoire ennemi. En tant que lieutenant de la Garde, elle reçoit le titre d'Héroïne de l'Union soviétique le 23 février 1945. Elle devient officier de réserve en octobre 1945,.

## Après-guerre
En 1947, elle est diplômée de l'Université d'État de Moscou avant de s'enrôler de nouveau dans l'armée. De 1948 à 1957, elle étudie à l'Institut Militaire des Langues Étrangères et travaille par la suite en tant que traductrice avant de prendre sa retraite. Elle devient membre de l'Union des écrivains soviétiques en 1972. Pour son service dans l'armée, elle reçoit l'Ordre de Lénine, de l'Ordre de la Guerre Patriotique 1re et 2e classe, de l'Ordre du Drapeau rouge, et de l'Ordre de l'Étoile rouge. Plusieurs écoles sont nommés en son honneur à Smolensk, à Poltava, à Stavropol et dans d'autres villes. Elle est citoyenne honoraire de la ville de Gdansk, Pologne et co-autrice, avec sa collègue de régiment Irina Rakobolskaïa, d'un livre intitulé Нас называли ночными ведьмами (« Nous étions appelées les sorcières de la nuit ») sur leur expérience de la guerre. Le 5 juin 2005, elle meurt à Moscou à l’âge de 82 ans, et est enterré au cimetière Troïekourovskoïe.

## Distinctions
- Héros de l'Union soviétique[13]
- Ordre de Lénine
- Ordre du Drapeau rouge[9],[14],[15] X3
- Ordre de l'Étoile rouge[10]
- Ordre de la Guerre patriotique 1re classe[8]
- Ordre de la Guerre patriotique 2e classe[8]
- Quinze autres médailles de campagnes et de jubilés

## Ouvrages
- (ru) Irina Rakobolskaïa et Natalia Kravtsova, Нас называли ночными ведьмами : так воевал женский 46-й гвардейский полк ночных бомбардировщиков [« Nous étions appelées les sorcières de la nuit »], Moscou, Presse de l'université de Moscou,‎ 2005, 336 p. (ISBN 5-211-05008-8, OCLC 68044852, présentation en ligne).